# シェル・ハ

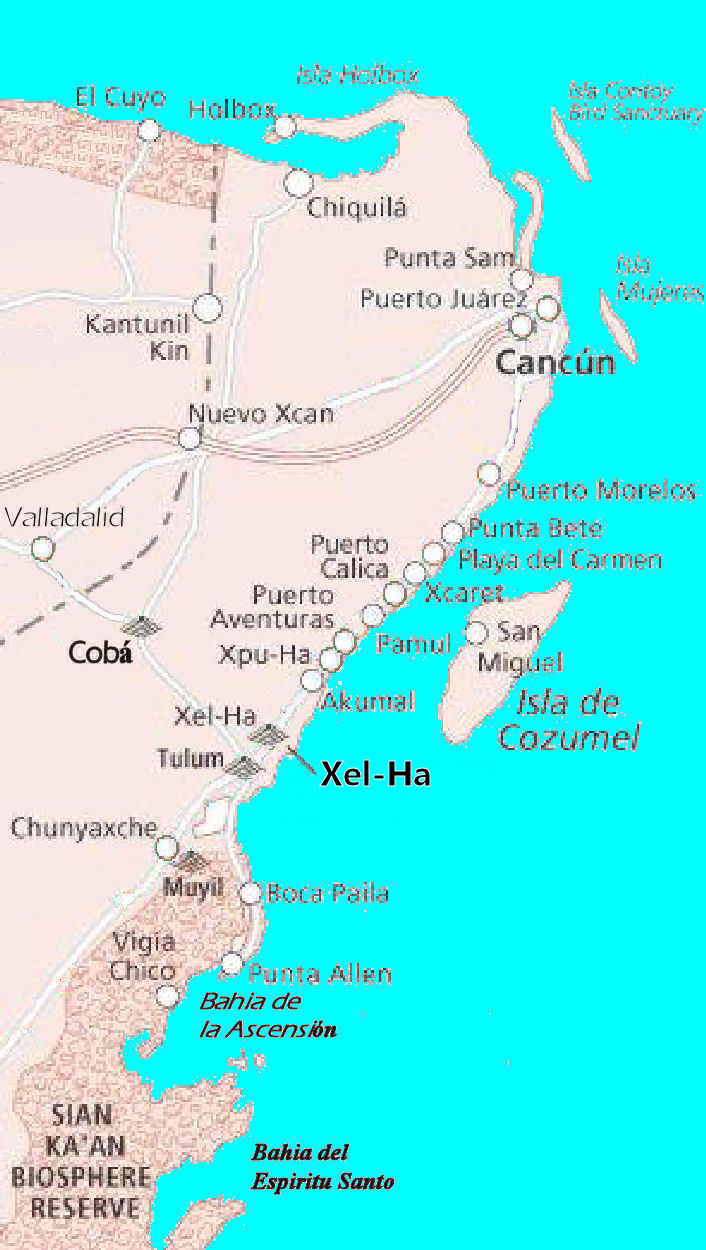
ユカタン半島東岸地図

シェル・ハ (Xel-Ha) はメキシコ・キンタナ・ロー州のカリブ海岸沿いに所在するマヤの遺跡である。
カンクンの南西122kmに位置し、トゥルムからは南西に13kmである。
名称はユカテコ語で泉の水を意味し、これはジャングルのセノーテからの湧き水がカリブ海に流れ込み、ラグーンを形成している地形による。

## 歴史
シェル・ハに居住が始まった時期は未だよくわかっていないが、紀元1世紀頃までには繁栄し、古典期から後古典期後期までの長きに渡り建造物が建てられていた。
また、コンキスタドールによる侵略を受けた時期はあったが、最終的には19世紀までマヤ族の居住が続いていた。
1841年、ジョン・ロイド・スティーヴンズとフレデリック・キャザウッドにより、紀元564年の日付が残る石碑が発見されている。
シェル・ハはトゥルムやタンカーなどと共にコバーの重要な港の一つであった。
7世紀から12世紀の間、近辺のマヤ国家と海洋貿易を行う他民族との貿易港であり、文化の交流地でもあった。
1527年、コンキスタドールによる最初のユカタン半島侵略の拠点として使用された。
指揮を執ったのはフランシスコ・デ・モンテーホで、前年にスペイン国王からユカタン探検の特権を与えられていた 。
ユカタン半島最初のスペイン領土として、サラマンカ・デ・シェルハと名づけられるが（モンテーホはサラマンカ出身であった）、
この最初のユカタン侵攻は大失敗に終わり、2年も経たずに放棄された。
現在のシェル・ハはカンクンや周辺のリビエラ・マヤからの観光客で賑わう。観光の中心はシェル・ハ海洋公園。